# Takuo Aoyagi
| Takuo Aoyagi    | Takuo Aoyagi                                           |
| --------------- | ------------------------------------------------------ |
| Nascimento      | 14 de Fevereiro de 1936, Província de Niigata, Japão   |
| Falecimento     | 18 de Abril de 2020 (84 anos de idade) em Tokyo, Japão |
| Nacionalidade   | Japonês                                                |
| Alma Mater      | Niigata University                                     |
| Conhecido por   | Invenção do Oximetro de Pulso                          |
| Área de atuação | Engenharia                                             |

Takuo Aoyagi (青柳卓雄, Aoyagi Takuo, 14 de Fevereiro de 1936 — 18 de Abril de 2020) foi um engenheiro Japonês, conhecido pelo seu trabalho que levou ao desenvolvimento do oxímetro de pulso moderno.

## Juventude, educação e carreira
Aoyagi nasceu em 14 de fevereiro de 1936 na província de Niigata, Japão . Seus pais eram Monshichi e Tatsu Aoyagi. Seu pai foi professor de matemática e sua mãe, dona de casa.
Aoyagi recebeu um diploma de graduação em engenharia elétrica pela Universidade de Niigata em 1958. Ele então trabalhou por um tempo para a empresa de instrumentação científica Shimadzu Corporation, antes de se mudar para a divisão de pesquisa da empresa de equipamentos médicos Nihon Kohden em 1971.

### Oximetria de pulso
Antes da invenção de Takuo Aoyagi, Glen Millikan, com base no trabalho de Karl von Vierordt, Karl Matthes e outros já tinha desenvolvido uma versão primitiva de um oxímetro. Earl Wood e seu aluno de PhD JE Geraci fizeram algumas melhorias. Esses primeiros dispositivos eram imprecisos e difíceis de usar. A ideia principal era medir a diferença entre a absorção de de luz vermelha e luz infravermelha pelo sangue.
Um obstáculo era que a pulso do sangue criava muito "ruído", que impedia uma medida precisa por equipamentos eletrônicos. Os primeiros aparelhos tentaram contornar isso limitando os algoritmos para fazer a leitura somente nas orelhas, além de outros métodos. Pouco depois de começar a trabalhar na empresa de equipamentos médicos Nihon Kohden em 1971, Aoyagi mostrou como remover este "ruído" da medição, levando a uma medição prática e precisa do oxigênio no sangue. Ideias semelhantes foram desenvolvidas um pouco depois por Masaichiro Konishi e Akio Yamanishi da Minolta .
A Nihon Kohden apresentou um pedido de patente do dispositivo recém criado em 1974, nomeando Aoyagi e seu colega Michio Kishi (que ajudou a criar um modelo piloto) como co-inventores. A patente foi concedida em 1979.
Em 2007, a Organização Mundial da Saúde listou o oxímetro de pulso como um dispositivo essencial para a Lista de verificação de segurança cirúrgica para o paciente.

### Carreira posterior
A Nihon Kohden transferiu Aoyagi do laboratório para um trabalho de escritório em 1975, e só o trouxe de volta ao grupo de pesquisa dez anos depois. Depois de retornar à pesquisa, Aoyagi voltou a desenvolver ideias semelhantes às do oxímetro de pulso. Ele desenvolveu um dispositivo, que chamou de "espectrofotômetro de pulso", que usava conceitos semelhantes aos do oxímetro para medir a difusão de uma injeção de corante na corrente sanguínea. Isso proporcionou uma forma relativamente não invasiva de medir o fluxo sanguíneo hepático e o volume plasmático.

## Falecimento
Aoyagi morreu em Tóquio em 18 de abril de 2020. A notícia de sua morte foi anunciada em inúmeros jornais de escopo mundial como New York times  e o The Wall Street Journal. Um artigo fazendo um tributo ao cérebro por trás da Oximetria de Pulso foi publicado em Maio de 2020 na pagina da NCBI. 

## Prêmios e honras recebidos
A Universidade de Tóquio deu a Aoyagi um doutorado em engenharia em 1993. Aoyagi recebeu a Medalha com Fita Púrpura do Imperador do Japão . Aoyagi recebeu em 2015 a Medalha IEEE para Inovações em Tecnologia de Saúde .